# Laurence Harasymiv
Leucadia Harasymiv, en religion Laurence Harasymiv, née le 31 décembre 1911 à Rudnyky (Lviv) en Ukraine, morte le 28 août 1952 à Kharsk (près de Tomsk) en URSS, est une religieuse ukrainienne, morte en déportation en Sibérie. 
Elle est reconnue martyre, puis béatifiée le 27 juin 2001 à Lviv par le pape Jean-Paul II. Ainsi reconnue bienheureuse, elle est fêtée le 27 juin.

## Biographie
Leucadia (Léocadie) Harasymiv naît le 30 septembre 1911 à Rudnyky, un village de l'actuel district de Mykolaiv dans l'oblast de Lviv,.
Elle ressent la vocation religieuse et intègre en 1931 la congrégation des Sœurs de Saint Joseph époux de la Bienheureuse Vierge Marie,. Elle y prononce en 1933 ses vœux religieux temporaires, et reçoit alors le prénom de Lavrentija (Laurence).
Les années suivantes, sœur Lavrentija œuvre dans diverses paroisses de la région, notamment à Khyriv, dans l'actuel raïon de Sambir, à partir de 1938.
Laurence Harasymiv est arrêtée en 1950 ou en 1951, par les agents du NKVD,. Elle est d'abord envoyée à Borislav, dans l'actuelle République tchèque, puis elle est exilée en Sibérie, près de Tomsk,, et emprisonnée . Elle est de faible constitution et contracte la tuberculose dont est atteint un prisonnier qui partage sa cellule. Elle est envoyée à Kharsk en juin 1952 et y meurt deux mois plus tard, le 28 août 1952,.

## Béatification
Le procès en béatification de Laurence Harasymiv est ouvert. Après enquête, elle est reconnue vénérable le 24 avril 2001, date du décret de reconnaissance de son martyre.
Elle est ensuite béatifiée le 27 juin 2001 en Ukraine par le pape Jean-Paul II.
La bienheureuse Laurence Harasymiv est fêtée le 26 août.

## Sources
- (uk) « Енциклопедія Сучасної України: Гарасимів Лаврентія » [« Encyclopédie de l'Ukraine moderne : Lavrentia Garasimov »], sur esu.com.ua, Académie nationale des sciences d'Ukraine,‎ 2006 (consulté le 14 juin 2023).
- « Bienheureuse Laurence, martyre en Sibérie (+ 1952) », sur nominis.cef.fr (consulté le 10 juin 2023).
- (en) « Blessed Levkadia Harasymiv », sur catholicsaints.info, 31 août 2021 (consulté le 10 juin 2023).
- « Bienheureuse Laurence Herasymiv », sur bibliotheque-monastique.ch (consulté le 10 juin 2023).
- (it) Fabio Arduino, « Beata Lorenza (Leucadia) Harasymiv », sur santiebeati.it, 11 mai 2020 (consulté le 10 juin 2023).